# Your Song (LOVE PSYCHEDELICOの曲)
「Your Song」（ユア ソング）は、日本の音楽グループLOVE PSYCHEDELICOの2枚目のシングルである。2000年7月5日発売。発売元はビクターエンタテインメント。

## 概要
- PV監督は中村友彦。

## 収録曲
| 全作詞・作曲・編曲: LOVE PSYCHEDELICO。 |                        |                   |                   |      |
| #                                       | タイトル               | 作詞              | 作曲・編曲        | 時間 |
| 1.                                      | 「Your Song」          | LOVE PSYCHEDELICO | LOVE PSYCHEDELICO | 3:36 |
| 2.                                      | 「ノスタルジック '69」 | LOVE PSYCHEDELICO | LOVE PSYCHEDELICO | 4:59 |
| 3.                                      | 「2人だけのGroove」    | LOVE PSYCHEDELICO | LOVE PSYCHEDELICO | 3:58 |

## 収録アルバム

### Your Song
- オリジナル『THE GREATEST HITS』（2001年1月11日）
- ベスト『Early Times』（2005年2月9日）
- ライブ『LIVE PSYCHEDELICO』（2006年3月22日）
- ベスト『This is LOVE PSYCHEDELICO』（2008年6月18日）

### ノスタルジック'69
- オリジナル『THE GREATEST HITS』（2001年1月11日）

## タイアップ
- Your Song：セイコー「LUKIA」CMソング